# Leichtathletik-Europameisterschaften 1971/Speerwurf der Frauen

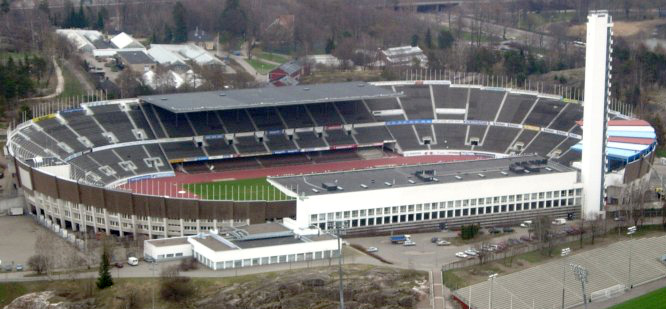
Das Olympiastadion von Helsinki im Jahr 2005

Der Speerwurf der Frauen bei den Leichtathletik-Europameisterschaften 1971 wurde am 12. und 13. August 1971 im Olympiastadion von Helsinki ausgetragen.
Europameisterin wurde die Polin Daniela Jaworska. Sie gewann vor der bundesdeutschen Werferin Ameli Koloska, frühere Ameli Isermeyer. Bronze ging an Ruth Fuchs aus der DDR.

## Rekorde

### Bestehende Rekorde
| Weltrekord           | 62,40 m | Jelena Gortschakowa | OS Tokio, Japan        | 16. Oktober 1964   |
| Europarekord         | 62,40 m | Jelena Gortschakowa | OS Tokio, Japan        | 16. Oktober 1964   |
| Meisterschaftsrekord | 59,76 m | Angéla Ránky        | EM Athen, Griechenland | 18. September 1969 |

### Rekordverbesserung
Europameisterin Daniela Jaworska aus Polen verbesserte den bestehenden EM-Rekord im Finale am 13. August um 1,24 m auf 61,00 m. Den Welt- und Europarekord verfehlte sie um 1,40 m.

## Qualifikation
12. August 1971, 12:30 Uhr
Siebzehn Teilnehmerinnen traten in zwei Gruppen zur gemeinsamen Qualifikationsrunde an. Sechs Athletinnen (hellblau unterlegt) übertrafen die Qualifikationsweite für den direkten Finaleinzug von 55,00 m. Damit war die Mindestanzahl von zwölf Finalteilnehmerinnen nicht erreicht. Das Finalfeld wurde mit den nächsten sechs bestplatzierten Sportlerinnen (hellgrün unterlegt) auf zwölf Werferinnen aufgefüllt. So reichten für die Finalteilnahme schließlich 52,90 m.
Zu allen Teilnehmerinnen, die das Finale erreichten, sind die Qualifikationsgruppen angegeben und hier mit aufgelistet, zu den fünf anderen Hochspringerinnen fehlt die Gruppenangabe.
| Platz | Name               | Nation         | Gruppe | Weite (m) |
| ----- | ------------------ | -------------- | ------ | --------- |
| 1     | Ameli Koloska      | BR Deutschland | B      | 58,44     |
| 2     | Ruth Fuchs         | DDR            | B      | 56,60     |
| 3     | Nataša Urbančič    | Jugoslawien    | A      | 56,38     |
| 4     | Ewa Gryziecka      | Polen          | B      | 55,68     |
| 5     | Nina Marakina      | Sowjetunion    | A      | 55,64     |
| 6     | Angéla Ránky       | Ungarn         | B      | 55,44     |
| 7     | Daniela Jaworska   | Polen          | B      | 54,42     |
| 8     | Cecylia Bajer      | Polen          | A      | 53,98     |
| 9     | Anneliese Gerhards | BR Deutschland | B      | 53,68     |
| 10    | Elvīra Ozoliņa     | Sowjetunion    | A      | 53,44     |
| 11    | Márta Rudas        | Ungarn         | B      | 53,18     |
| 12    | Maria Kucserka     | Ungarn         | B      | 52,90     |
| 13    | Ljutwijan Mollowa  | Bulgarien      | k. A.  | 52,68     |
| 14    | Eva Janko          | Österreich     | k. A.  | 52,20     |
| 15    | Kirsti Launela     | Finnland       | k. A.  | 50,94     |
| 16    | Inger-Lise Fallo   | Norwegen       | k. A.  | 46,78     |
| 17    | Swetlana Koroljowa | Sowjetunion    | k. A.  | 46,14     |

## Finale

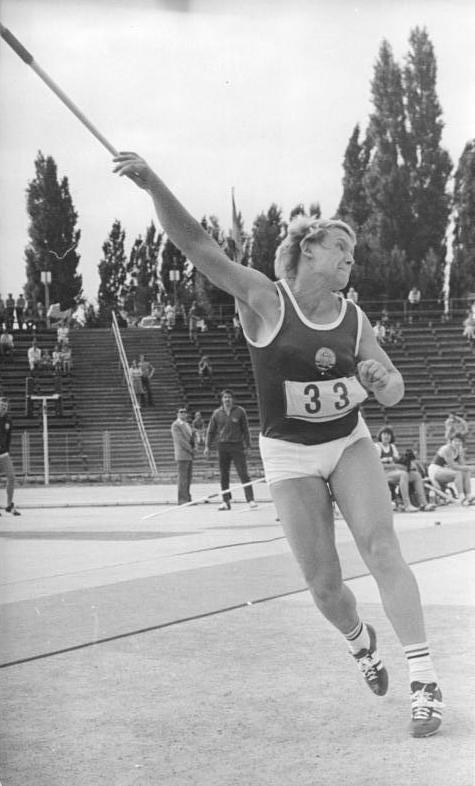
Mit einer Bronzemedaille startete Ruth Fuchs in eine große internationale Karriere – unter anderem je zweimal Olympiagold (1972/1976) und EM-Gold (1974/1978)

13. August 1971
| Platz | Name               | Nation         | Weite (m) |
| ----- | ------------------ | -------------- | --------- |
| 1     | Daniela Jaworska   | Polen          | 61,00 CR  |
| 2     | Ameli Koloska      | BR Deutschland | 59,40     |
| 3     | Ruth Fuchs         | DDR            | 59,16     |
| 4     | Angéla Ránky       | Ungarn         | 57,44     |
| 5     | Anneliese Gerhards | BR Deutschland | 55,98     |
| 6     | Ewa Gryziecka      | Polen          | 55,96     |
| 7     | Maria Kucserka     | Ungarn         | 55,70     |
| 8     | Márta Rudas        | Ungarn         | 55,62     |
| 9     | Nina Marakina      | Sowjetunion    | 55,34     |
| 10    | Nataša Urbančič    | Jugoslawien    | 53,66     |
| 11    | Cecylia Bajer      | Polen          | 50,50     |
| NM    | Elvīra Ozoliņa     | Sowjetunion    | ogV       |

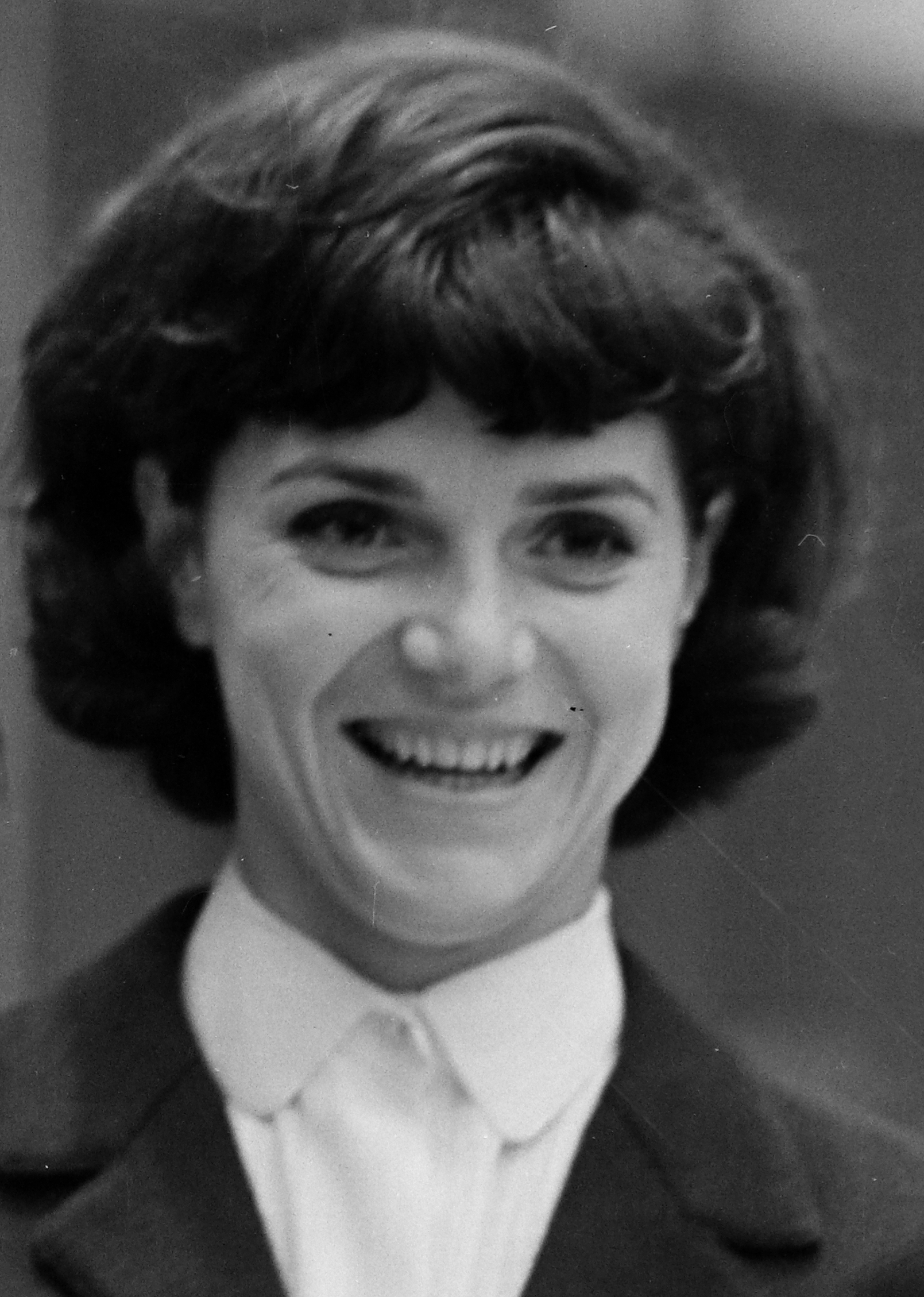
Für die Olympiasiegerin von 1968 – damals als Angéla Németh – und Titelverteidigerin Angéla Ránky reichte es diesmal zu Platz vier
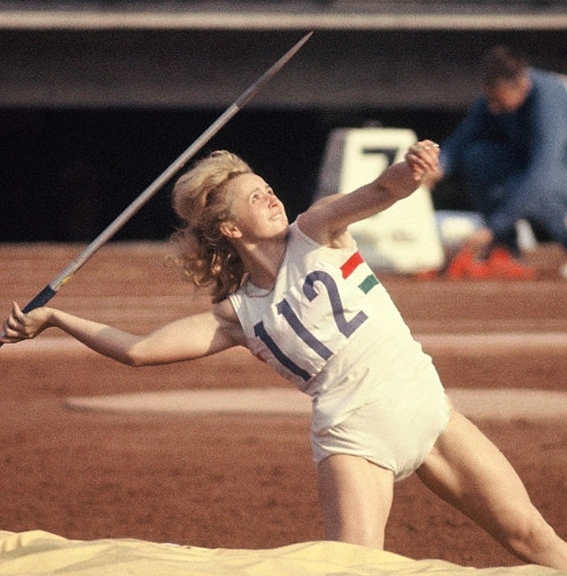
Márta Rudas, früher auch als Márta Antál erfolgreich, kam auf den achten Platz – ihr größter Erfolg: Olympiasilber 1964
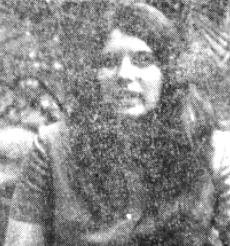
Nataša Urbančič, EM-Vierte von 1969, belegte wie 1966 Rang zehn – 1974 wurde sie EM-Dritte
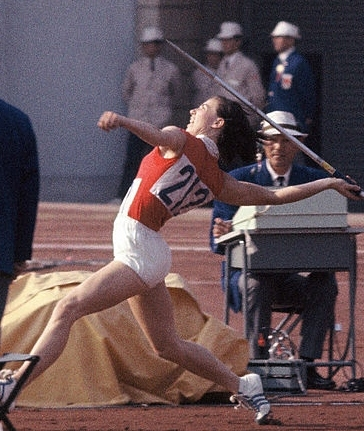
Der Olympiasiegerin von 1960 und Europameisterin von 1962 Elvīra Ozoliņa gelang in diesem Finale kein gültiger Wurf

## Video
- EUROPEI DI HELSINKI 1971 GIAVELLOTTO DONNE JAWORSKA, youtube.com, abgerufen am 31. Juli 2022